# Mexicobius vistanus
Mexicobius vistanus är en mångfotingart som beskrevs av Chamberlin 1941. Mexicobius vistanus ingår i släktet Mexicobius och familjen stenkrypare. Inga underarter finns listade i Catalogue of Life.